# 2Pacalypse Now
2Pacalypse Now è il primo album del rapper statunitense Tupac Shakur, pubblicato nel 1991 dalla Interscope Records. L'album è stato oggetto di critiche negative a causa di insulti troppo aggressivi verso i poliziotti. L'album dal punto di vista musicale ha ricevuto anche critiche molto positive. Tra gli album più importanti di Tupac che diventerà un simbolo di attivismo e lotta contro le ingiustizie, è stato certificato disco d'oro negli Stati Uniti.
| Recensione                    | Giudizio |
| ----------------------------- | -------- |
| AllMusic                      | [ 1 ]    |
| Q                             | [ 7 ]    |
| RapReviews                    | [ 8 ]    |
| The Rolling Stone Album Guide | [ 9 ]    |

## Critica
L'album fu oggetto di pesanti critiche mosse dall'allora Vicepresidente degli Stati Uniti Dan Quayle dove supponeva che tale album incitasse ad una specie di sommossa contro la polizia locale.
Ebbe un minore successo rispetto agli album successivi, ottenendo la certificazione di disco d'oro dalla RIAA nel 1995. Ha venduto oltre 923 000 copie al settembre 2011.

## Tracce
Testi di Tupac Shakur.
1. Young Black Male – 2:35 – Big D the Impossible
2. Trapped (feat. Shock G) – 4:44 – The Underground Railroad
3. Soulja's Story – 5:05 – Big D the Impossible
4. I Don't Give a Fuck (feat. Pogo) – 4:20 – Pee-Wee
5. Violent – 6:25 – Raw Fusion
6. Words of Wisdom – 4:54 – Shock G
7. Something Wicked (feat. Pee-Wee) – 2:28 – Jeremy
8. Crooked Ass Nigga (feat. Stretch) – 4:17 – Stretch
9. If My Homie Calls – 4:18 – Big D the Impossible
10. Brenda's Got a Baby (feat. Dave Hollister) – 3:53 – The Underground Railroad
11. Tha' Lunatic (feat. Stretch) – 3:29 – Live Squad
12. Rebel of the Underground – 3:17 – Shock G
13. Part Time Mutha (feat. Angelique and Poppi) – 5:13 – Big D the Impossible

## Classifiche

### Classifiche settimanali
| Classifica (1992)         | Posizione massima |
| ------------------------- | ----------------- |
| Stati Uniti               | 64                |
| US Heatseekers Albums     | 3                 |
| US Top R&B/Hip-Hop Albums | 13                |
| Classifica (1996)         | Posizione massima |
| US Catalog Albums         | 3                 |
| Classifica (2016)         | Posizione massima |
| US Vinyl Albums           | 21                |

### Classifiche di fine anno
| Classifiche (1992)        | Posizione massima |
| ------------------------- | ----------------- |
| US Top R&B/Hip-Hop Albums | 39                |